# Kazimierz Lux c.s.
Kazimierz Lux c.s. is het eerste soloalbum van de Nederlandse zanger Kaz Lux. Het studioalbum verscheen in november 1972. Lux maakte van 1968 tot 1972 deel uit van de rockband Brainbox. Nadat hij die band verliet ging hij verder als solist.
In de begeleidingsband spelen onder anderen een aantal oud-leden van Brainbox: de gitaristen Rudi de Queljoe en John Schuursma, bassist André Reijnen en drummer Frans Smit. Er staan zowel rustige, melodieuze liedjes op dit album, als wat complexere en ruigere rock. Kaz Lux is te herkennen aan zijn hoge rauwe stem en zijn gevoelige manier van zingen.
Het album is uitgebracht op het platenlabel EMI Harvest Records. In 2015 heeft Universal Music een dubbel-cd uitgebracht met dit album en het tweede Lux-album, getiteld I'm the Worst Partner I Know. Het nummer Brown Chrystal is op single uitgekomen, met als B-kant het door Lux geschreven Carry Me Back to My Abode.

## Musici
- Kazimierz Lux (zang)
- Rudi de Queljoe (gitaar)
- Jan Vennik (sax, fluit, klarinet)
- Jan Holestelle (bas)
- Ilja Gort (drums)
- Hans Jansen (piano)
- Steve Boston (conga’s)
- John Schuursma (gitaar op de tracks 1, 3 en 8)
- André Reijnen (bas op de tracks 3 en 8)
- Frans Smit (drums op track 8)

Het album is geproduceerd door John Schuursma, in  samenwerking met  technicus Pierre Geoffroy Chateau.

## Muziek
| Nr. | Titel                                   | Duur |
| --- | --------------------------------------- | ---- |
| 1.  | Brown Chrystall (John Schuursma)        | 3:05 |
| 2.  | Pictures of Youth (Hans Jansen,Kaz Lux) | 5:10 |
| 3.  | Companion (Kaz Lux)                     | 3:54 |
| 4.  | Rhapsody in Black and White (Ilja Gort) | 5:51 |

| Nr. | Titel                                                     | Duur |
| --- | --------------------------------------------------------- | ---- |
| 1.  | The Electric Minstrel is Gone (Kaz Lux, Rudie de Queljoe) | 5:49 |
| 2.  | The Change (Kaz Lux, Rudi de Queljou)                     | 4:35 |
| 3.  | Graveyard (Kaz Lux, Rudi de Queljoe)                      | 5:20 |
| 4.  | Delayed Panic (John Schuursma)                            | 2:51 |